# Trevolución 2005-2007
Trevolución o Trevolution fue la primera gira después de salir de prisión de la cantante mexicana Gloria Trevi. Comenzó el 4 de marzo de 2005 en Monterrey, Nuevo León, frente a más de 25,000 seguidores. La gira que planeaba visitar alrededor de 90 países un total de 65 shows y valuada en 9,000,000 de dólares, abarcó Estados Unidos, Puerto Rico, Centro y Sudamérica. Sin embargo, la cantante se vio obligada a posponer fechas y a cancelar más de la mitad de sus presentaciones a causa del embarazo no previsto de su tercer hijo, Miguel Armando. Algunos de los conciertos fueron utilizados para grabar su disco titulado La Trayectoria.

## Escenario
El escenario es parecido al que utilizó en su gira del regreso, con la diferencia de que ahora sus coristas se encontraban en un solo lado del escenario.

## Recepción
Tuvo muy buena recepción, sus conciertos lograron lleno total en la mayoría de los lugares en que se presentó y fueron muy esperados por el eslogan utilizado, el cual decía "El día de la Trevolución". Los países que esta gira contempló fueron los siguientes:
- Estados Unidos
- México
- Puerto Rico (promoción)
- Chile (promoción)
- Venezuela (show en Caracas en el "Revolution Bar" en febrero del 2007)
- Colombia (promoción, show en Medellín en el antro "Feathers" en junio del 2007)
- Argentina (de promoción en septiembre de 2007 en Latin American Idol y el programa de Susana Giménez)

## Lista de canciones
Gloria utilizó canciones de toda su carrera y de sus nuevos discos Cómo nace el universo y La Trayectoria cuando este salió a la venta. Las canciones utilizadas fueron:
- El Domador
- Dr. Psiquiatra
- Nieve de mamey

```
...CAMBIO...
```

- Que voy a hacer sin el?
- Me siento tan sola
- Si me llevas contigo
- Eres un santo
- Zapatos viejos

```
...CAMBIO...
```

- Como si fuera la primera vez
- Como nace el universo
- Horas tranquilas
- Hoy me iré de casa
- Con los ojos cerrados

```
...CAMBIO...
```

- amor apache/la pasabas bien conmigo/chica embarazada/a la madre/ella que nunca fue ella/los borregos
- el recuento de los daños
- hoy no voy a gritar
- la nota roja
- pelo suelto
- en medio de la tempestad

```
...ENCORE...
```

- la papa sin cátsup
- mañana

## Fechas
| Fecha                   | Ciudad           | País           | Recinto                              |
| ----------------------- | ---------------- | -------------- | ------------------------------------ |
| Primera Etapa           |                  |                |                                      |
| 4 de marzo de 2005      | Monterrey        | México         | Arena Monterrey                      |
| 5 de marzo de 2005      | Torreón          | México         | Palenque de Torreón                  |
| 10 de marzo de 2005     | San Luis Potosí  | México         | Centro Creativo Tangamanga           |
| 12 de marzo de 2005     | Ciudad de México | México         | Palacio de los Deportes              |
| 13 de marzo de 2005     | Pachuca          | México         | Plaza de Toros Vicente Segura        |
| 24 de marzo de 2005     | Cuernavaca       | México         | Palenque de la Feria                 |
| 26 de marzo de 2005     | Veracruz         | México         | World Trade Center                   |
| 9 de abril de 2005      | Laredo           | Estados Unidos | Laredo Entertainment Center          |
| 10 de abril de 2005     | Dallas           | Estados Unidos | Smirnoff Music Centre                |
| 15 de abril de 2005     | Chicago          | Estados Unidos | Aragon Ballroom                      |
| 22 de abril de 2005     | Los Ángeles      | Estados Unidos | Gibson Amphitheatre                  |
| 24 de abril de 2005     | Chula Vista      | Estados Unidos | Coors Amphitheatre                   |
| 16 de octubre de 2005   | Phoenix          | Estados Unidos | Arizona Veterans Memorial Coliseum   |
| 28 de octubre de 2005   | Los Ángeles      | Estados Unidos | Kodak Theatre                        |
| 11 de noviembre de 2005 | San Juan         | Puerto Rico    | Centro de Bellas Artes Luis A. Ferré |
| Segunda Etapa           |                  |                |                                      |
| 14 de febrero de 2006   | Miami            | Estados Unidos | SCORE Nightclub                      |
| 3 de marzo de 2006      | Houston          | Estados Unidos | Rich's                               |
| 7 de marzo de 2006      | Nueva York       | Estados Unidos | Splash Bar                           |
| 1 de octubre de 2006    | Columbia         | Estados Unidos | Merriweather Post Pavilion           |
| 21 de octubre de 2006   | San Francisco    | Estados Unidos | Space 550                            |
| 25 de octubre de 2006   | Houston          | Estados Unidos | South Beach Nightclub                |
| 27 de octubre de 2006   | Los Ángeles      | Estados Unidos | Circus Disco                         |
| 3 de noviembre de 2006  | Ciudad de México | México         | Salón 21                             |

### Conciertos cancelados
| Fecha                | Ciudad      | País           | Recinto                           |
| -------------------- | ----------- | -------------- | --------------------------------- |
| 1 de abril de 2005   | Reno        | Estados Unidos |                                   |
| 15 de abril de 2005  | Rosemont    | Estados Unidos | Allstate Arena                    |
| 16 de abril de 2005  | Nueva York  | Estados Unidos | United Palace Theatre             |
| 17 de abril de 2005  | Uniondale   | Estados Unidos | Nassau Veterans Memorial Coliseum |
| 21 de abril de 2005  | Fresno      | Estados Unidos | Save Mart Center                  |
| 30 de abril de 2005  | Las Vegas   | Estados Unidos | Mandalay Bay Resort & Casino      |
| 6 de mayo de 2005    | San Juan    | Puerto Rico    | Coliseo José Miguel Agrelot       |
| 4 de mayo de 2005    | Denver      | Estados Unidos | Paramount Theatre                 |
| 8 de mayo de 2005    | Miami       | Estados Unidos | Miami Arena                       |
| 8 de mayo de 2005    | Glendale    | Estados Unidos | Glendale Arena                    |
| 11 de mayo de 2005   | San Antonio | Estados Unidos | Freeman Coliseum                  |
| 13 de mayo de 2005   | Houston     | Estados Unidos | Reliant Arena                     |
| 15 de mayo de 2005   | El Paso     | Estados Unidos | Don Haskins Center                |
| 13 de agosto de 2005 | Long Beach  | Estados Unidos | Queen Mary Events Park            |